# Камерафон

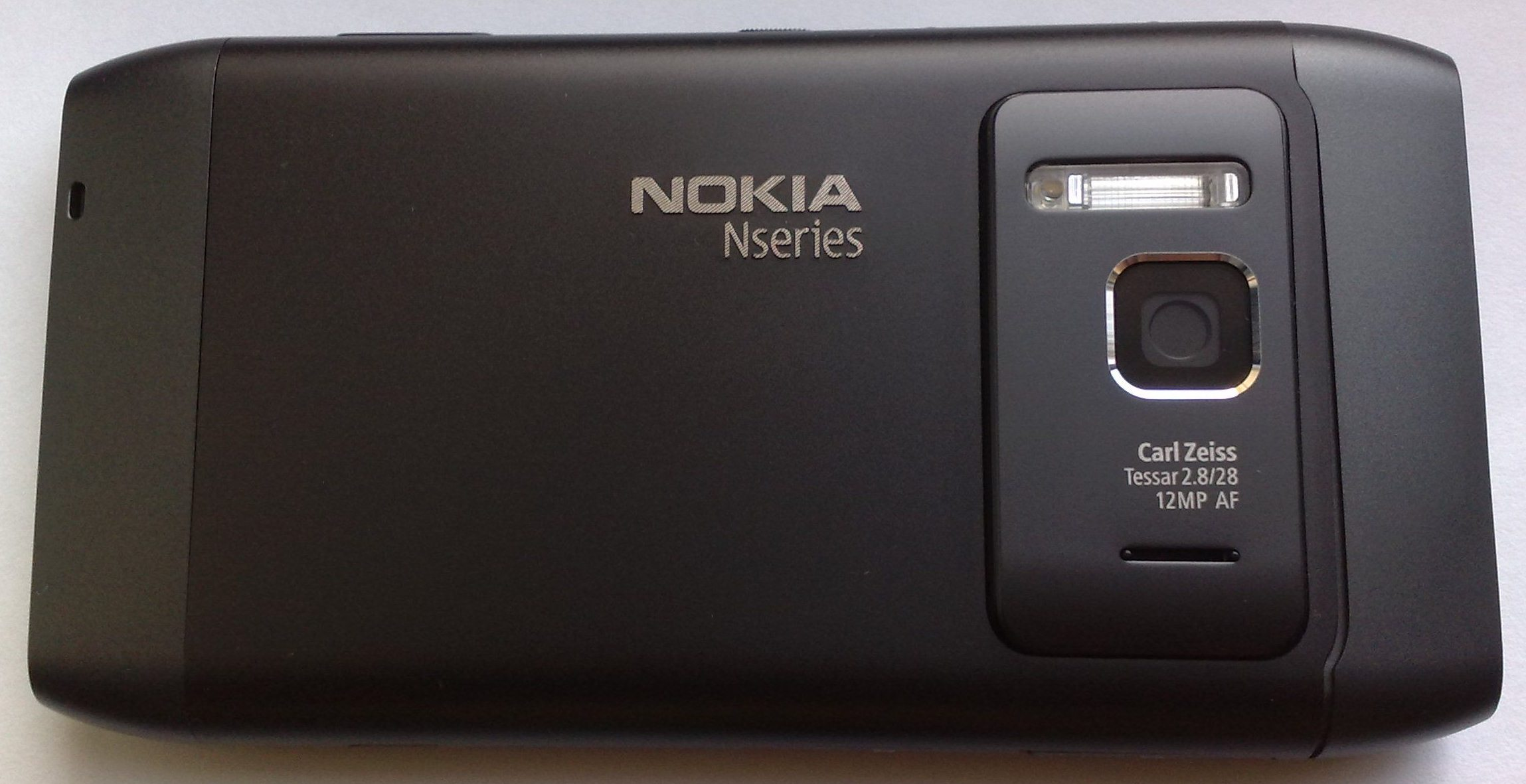
Камерафон Nokia N8 (праворуч камера зі спалахом)

Камерафо́н — стільниковий телефон із можливістю знімання рухомих чи нерухомих зображень (світлин, кліпів). 
Наявні на ринку моделі бувають із вбудованою або допасовуваною цифровою камерою. Вбудовані моделі камерафонів можуть мати одну або більше камер. 
Зображення, яке отримується камерафоном, стискається і поміщується на картку пам'яті і може бути переправлене на комп'ютер або на інший пристрій. 
Спочатку вбудована камера призначалася для сервісу MMS, а камерофоном називався будь-який телефон з фотокамерою.
Нині словом «камерофон» частіше називають не будь-який телефон з камерою, а саме телефон з якісною камерою і володіє спеціальними фотографічними функціями. Такий телефон найчастіше володіє високим дозволом матриці, ксеноновим і/або світлодіодним фотоспалахом, додатковими елементами управління, а також особливим фотоінтерфейсом і програмним забезпеченням для обробки фотографій і передачі їх в блог. Наявність у деяких моделях стільникових телефонів вбудованого GPS-навігатора дозволяє додавати геомітки (геотаргетинг) до фотографій, у яких міститься інформація про координати місця розташування зробленого фото. Також велика увага приділяється програмним технологіям поліпшення якості знімка і додаткових режимів зйомки.
Зараз практично всі моделі мобільних телефонів (окрім самих дешевих; або спеціалізованих, наприклад корпоративних або дитячих) забезпечують фотокамерами не менше 0,3 мегапікселя (роздільна здатність VGA). Телефони досить високого класу без фотокамери (наприклад, Sony Ericsson M600), призначені в першу чергу для корпоративних користувачів, не обладнані їй оскільки в ряді організацій можуть бути заборони на пронос пристроїв із засобами фіксації зображення.
Зазвичай камера вбудовується в телефон з тильної сторони, але є моделі, що мають камери на поворотних блоках з торця корпусу. Деякі телефони, призначені для роботи в мережі за бездротовим типом покриття мобільного Інтернет зв'язку 3G/4G та наступними поколіннями, мають крім основної, ще одну камеру (звичайно меншого дозволу, на 0,3 мегапікселя) з фронтальної сторони корпуса для відеотелефонії. На першу половину 2014 року існують смартфони (китайських виробників), оснащені фронтальними модулями на 5Мп і навіть 8Мп. Камери більшості флагманських смартфонів пишуть відео в Full HD і підтримується одночасна запис з основної і фронтальної камер.

## Історія
Апарати з 2 і 3,2Мп камерами стали звичним явищем з виходом лінійки C-серії від Sony Ericsson у 2005 році.
8Мп апарат став сенсацією від Samsung у 2009 році.
На виставці MWC 2012 року був представлений апарат Nokia 808 з 41Мп камерою, розмір його матриці складає 1/1,2".
У 2013 році флагманські смартфони Samsung, Sony, LG та інших виробників було оснащено основними камерами з роздільною здатністю 13Мп і фронтальними 1,9 ― 2,1Мп, підтримується одночасна зйомка основною і фронтальною камерою, в тому числі відео в Full HD.
12 червня 2013 року був офіційно анонсований Samsung Galaxy S4 Zoom - смартфон з 16-ти мегапіксельною камерою з 10-кратним оптичним зумом і потужним спалахом. Розмір матриці становить 1/2,3", що в 3 рази менше, ніж у Nokia 808 і в 2 рази менше, ніж у Nokia Lumia 1020.
11 липня 2013 року анонсований Nokia Lumia 1020 - смартфон з 41 мегапіксельною камерою і оптичною стабілізацією. На відміну від свого попередника, Nokia 808 ― має зменшену матрицю (2/3"), що позначилося на якості фотографій (підвищений рівень шуму навіть в денний час зйомки). 
Восени 2013 року був анонсований Sony Xperia Z1, отримав камеру з роздільною здатністю 20.7Мп. Цей смартфон, як його попередник і наступник лінійки, здатний знімати навіть під водою. 
Одночасно зі збільшенням дозволу камер виробники збільшують максимальний дозвіл відео. Всі флагмани на кінець 2013 року знімає в Full HD. Восени 2013 року був представлений Acer Liquid S2 - перший смартфон, знімає відео у Ultra HD. В той же день представили Samsung Galaxy Note III, що має таку ж функцію. Samsung Galaxy S5 теж знімає в цьому форматі.
Анонсований в лютому 2014 року Sony Xperia Z2 отримав камеру 20.7Мп з першою в світі системою цифрової стабілізації зображення і зйомкою відео в Ultra HD.

## Якість знімків
Зображення, отримані з цих телефонів, мало відрізняються від зображень, отриманих за допомогою бюджетних цифрових фотоапаратів. Але все ж якість зображення зазвичай нижче, ніж у фотоапаратах. Це пояснюється використанням недорогих ПЗС-матриць невеликого фізичного розміру, об'єктивів з недосконалою оптикою (система автофокуса використовується практично у всіх камерфонах), а також агресивних методів обробки зображення.
В цілому, через це втрачаються деталі зображення, є багато шумів, перенесення кольорів є менш природною. Завдяки програмній обробці зображення знімок виглядає суб'єктивно краще, яскравіше, більш насиченою, хоча при цьому сильно погіршується передача кольору і деталізація. При зйомці в нічний час фотографії найчастіше виходять недоекспоновані і сильно зашумлених.
Як інструмент використовується в мобілографії.